# 66 Andromedae
Désignations
66 Andromedae (en abrégé 66 And) est une étoile binaire de la constellation d'Andromède, située près de la frontière nord avec la constellation de Persée. 66 Andromedae est sa désignation de Flamsteed. Elle a une magnitude apparente combinée de 6,16, ce qui est proche de la limite inférieure des étoiles visibles à l'œil nu dans de bonnes conditions visuelles. Le système présente un décalage annuel de la parallaxe de 18,29 ± 0,04 mas, ce qui permet d'estimer une distance de 178,3 ± 0,4 a.l. (∼ 54,7 pc). Sa vitesse radiale nette est mal contrainte, mais la paire semble se rapprocher du Système solaire avec une vitesse radiale héliocentrique d'environ −5 km/s.
La vitesse variable de 66 Andromedae a été rapportée par Reynold Kenneth Young (en) de l'observatoire David Dunlap en 1945. Il s'agit d'un système binaire spectroscopique à raies doubles avec une période orbitale de 11 jours et une excentricité de 0,19. Les deux composants sont des étoiles similaires, chacune de magnitude 7, avec un type spectral combiné de F4 V, correspondant à celui d'une étoile jaune-blanc de la séquence principale. Le système est âgé d'environ 1,3 milliard d'années et les deux étoiles tournent lentement sur elles-mêmes, avec une vitesse de rotation de 4 à 5 km/s.